# Moulins-lès-Metz
Moulins-lès-Metz è un comune francese di 5.185 abitanti situato nel dipartimento della Mosella nella regione del Grand Est.

## Società

### Evoluzione demografica
Abitanti censiti